# Proisotoma muskegis
Proisotoma muskegis är en urinsektsart som först beskrevs av Louise Guthrie 1903.  Proisotoma muskegis ingår i släktet Proisotoma och familjen Isotomidae. Inga underarter finns listade i Catalogue of Life.